# Hippogriffe
Vous lisez un « article de qualité » labellisé en 2011.
Œuvres principales
- Ludovic l'Arioste, Roland furieux, début du XVIe siècle
- J. K. Rowling, Harry Potter, 1997-2007

Un hippogriffe est une créature imaginaire hybride, d'apparence mi-cheval et mi-aigle, qui ressemble à un cheval ailé avec la tête et les membres antérieurs d'un aigle. Sa figure est peut-être issue du bestiaire fabuleux des Perses et de leur Simurgh, au travers du griffon.
Son origine est évoquée par le poète latin Virgile dans ses Églogues. S'il est quelquefois représenté à l'époque antique et sous les Mérovingiens, il est clairement nommé et défini pour la première fois dans l'œuvre de l'Arioste, le Roland furieux (Orlando furioso), au début du XVIe siècle. Dans ce roman de chevalerie, inscrit dans la continuité du cycle carolingien, l'hippogriffe est une monture naturellement née de l'accouplement d'une jument et d'un griffon. Extrêmement rapide et capable de voler autour du monde, il est chevauché par les magiciens et de nobles héros, tel le paladin Roger, qui délivre Angélique sur son dos. Symbole des pulsions incontrôlées, l'hippogriffe emporte Astolphe jusque sur la lune. Le succès de ce roman entraîne une reprise de la figure de l'hippogriffe dans d'autres histoires du même type.
Parfois représenté sur des blasons en héraldique, l'hippogriffe devient un sujet artistique, largement illustré par Gustave Doré au XIXe siècle. Il est, comme de nombreuses créatures légendaires, de retour dans les œuvres modernes et notamment le jeu de rôle, les jeux vidéo, ainsi que des romans de fantasy. La saga Harry Potter l'a fortement popularisé à travers le personnage de Buck.

## Étymologie
Hippogriffe, parfois orthographié hippogryph et hippogryphe, est issu de la francisation de l'italien ippogrifo, nom employé par l'Arioste en 1516. Ce nom est lui-même issu du grec ancien ἵππος / híppos, qui signifie « cheval » et de l'italien grifo qui signifie « griffon » (du latin gryp ou gryphus) et désigne un autre animal fabuleux, sorte d'aigle au corps de lion décrit comme le père de l'hippogriffe,. Le mot est adopté en langue anglaise sous la forme « hippogriff » un peu avant 1615.

## Origines
La possible origine antique de l'hippogriffe ne fait pas l'unanimité parmi les spécialistes récents. En effet, cette créature n'est pas nommée, aucun mythe ni aucune légende ne lui sont rattachés (contrairement au griffon et au simurgh) avant la parution du Roland furieux. La position dominante chez les spécialistes (entre autres, celle de l'historien des croyances équestres Marc-André Wagner) est de voir dans l'hippogriffe une création de l'Arioste dans la continuité du cycle carolingien, au début du XVIe siècle et à la fin du Moyen Âge,,,,. Jorge Luis Borges cite par exemple sans ambiguïté l'Arioste comme l'inventeur de l'hippogriffe, tout comme les auteurs du Webster's 1828 American Dictionary.
Des représentations artistiques proches de l'hippogriffe sont toutefois attestées dès l'Antiquité.

### Représentations artistiques
La plus ancienne représentation supposée d'hippogriffe aurait été retrouvée aux îles Baléares, par les Pisans qui l'ont ensuite apporté à Pise au retour de la conquête des îles, époque à laquelle on construisait le dôme de la cathédrale. Connue sous le nom d'Hippogriffe du Campo Santo, elle fut placée sur le clocher de l'est. Ainsi que le rapporte Jacques-Paul Migne, cette représentation est différente de l'hippogriffe médiéval : mesurant 69 centimètres de hauteur, ses ailes et sa tête ressemblent à celles de l'aigle ou du coq, mais sa partie inférieure a des formes analogues à celles d'un chien, et ses pieds sont armés d'ergots. La queue lui manque, mais on pense qu'elle devait représenter un serpent. La partie supérieure du corps est couverte d'écailles de poissons et d'un grand nombre de figures. Considéré comme une idole ou un talisman œuvre des Arabes, l'hippogriffe du Campo Santo avait peut-être une fonction d'oracle.
On trouve, à l'époque gallo-romaine et mérovingienne, plusieurs représentations d'hybrides de cheval et de rapace, mais leur signification reste très obscure. Une pièce gallo-grecque combine un cheval-oiseau avec le svastika, symbole de la roue en mouvement. L'hippogriffe mérovingien diffère par sa représentation de celui de l'Arioste, puisqu'il s'agit d'un équidé au bec de rapace et aux sabots en forme de griffes.

### Liens avec leSimurgh

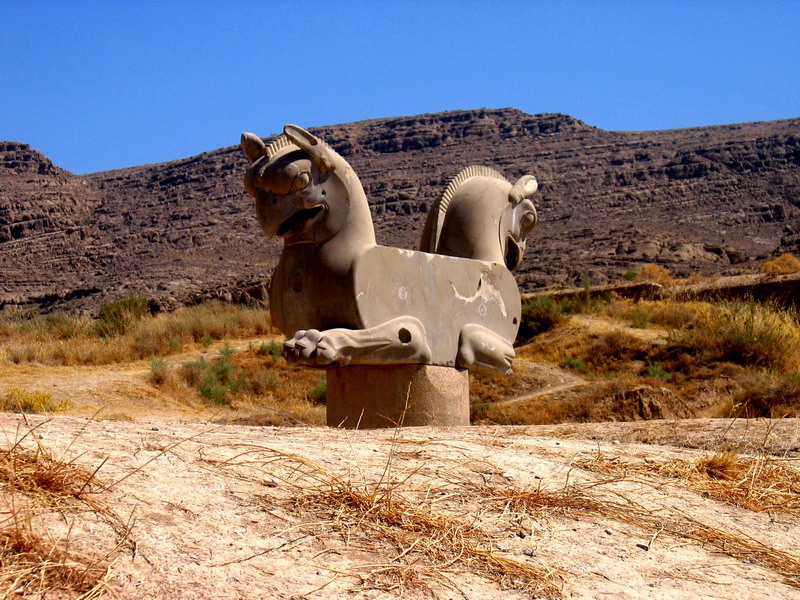
Chapiteaux de colonnes à Persépolis, représentant des Homa.

Parmi le bestiaire mythique des Perses, un animal occupe une place particulière de par son importance au cours de l'histoire, du lointain Élam jusqu'aux Safavides (dans le Shah Nameh de Ferdowsi), en passant par les Achéménides (à Persépolis par exemple), puis les Sassanides. Il s'agit du Simurgh, ou Simorgh, un animal fabuleux également connu sous le nom de Homa, qui est à l'origine première du mythe de l'oiseau Rokh des Arabes et du griffon (dont le nom vient du persan), et par conséquent cité comme origine possible de l'hippogriffe. Le Simorgh est une gigantesque créature ailée capable d'emporter sans effort un éléphant dans ses serres. Parfois décrit comme l'équivalent oriental de l'hippogriffe, il n'a toutefois que deux serres, y compris dans les représentations du Shah Nameh où apparaît le personnage de Rostam. De plus, son origine est divine. Il joue clairement un rôle de puissant guide, contrairement à l'hippogriffe qui est décrit comme une monture d'origine naturelle dans les textes de l'Arioste.

### En Grèce antique

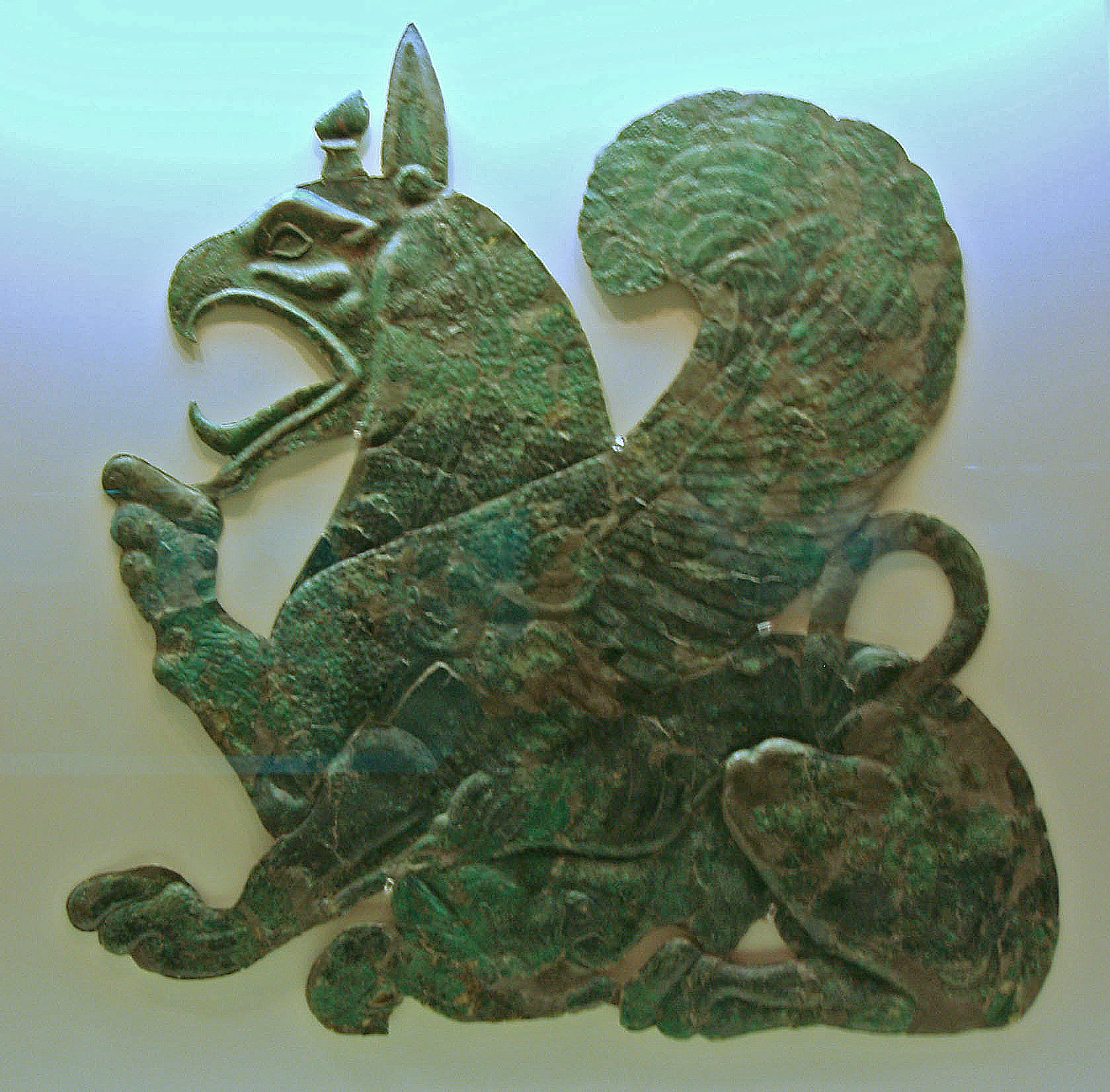
Olympie, plaque de bronze martelée et découpée. Griffon allaitant son petit. Atelier péloponnésien, -630–-620 Noter les oreilles de cheval, clairement visibles.

Durant l'antiquité grecque et selon Cassandra Eason, griffons et hippogriffes (sans que ce dernier ne soit explicitement nommé) seraient souvent confondus et tous deux d'origine perse, empruntés à la mythologie du Simorgh. Le griffon est formé à partir du roi des oiseaux, l'aigle, et du roi des animaux, le lion, dont il combine les puissances respectives. Associé au soleil dans de nombreuses cultures, il tire le char d'Apollon selon la mythologie grecque et présente la particularité d'être lui-même en partie hippomorphe sur certaines représentations, puisqu'il a des oreilles de cheval. Certains auteurs du XIXe siècle pensent que l'hippogriffe était lié au culte d'Apollon, en provenance de l'Orient, sans que l'on sache si cet animal mythique était lié à Apollon en tant que dieu du Soleil ou en tant que dieu des Muses. Le mythe de l'hippogriffe serait ainsi arrivé en Europe par l'entremise des Grecs.
Quoi qu'il en soit, un « oiseau à quatre pieds » proche de la description d'un hippogriffe et de l'hippalectryon apparaît chez Eschyle, dans Prométhée enchaîné, comme une monture de l'Océan.
L'idée du cheval ailé et de créatures chimériques est présente à l'époque de la Grèce antique, comme le prouvent le mythe de Pégase, cheval ailé portant la foudre avec qui l'hippogriffe médiéval présente de nombreuses similitudes morphologiques et symboliques, l'hippalectryon, hybride mi-cheval mi-coq, et bien sûr le griffon, hybride mi-aigle et mi-lion portant souvent une crête de nageoires et des oreilles de cheval.

### Chez les Romains
On trouve dans la littérature latine une évocation de l'origine de l'hippogriffe, plus tard réutilisée par l'Arioste, sous la plume de Virgile dans ses Églogues :

« […] les griffons s'accoupleront avec des juments, les cerfs timides et les chiens viendront boire ensemble… »

— Virgile, Églogues
Virgile considérait que l'union des griffons et des juments était un mauvais présage. D'après Jorge Luis Borges, il signifie par là « l'impossibilité ou l'incongruité »,.
Maurus Servius Honoratus, grammairien du IVe siècle dont le commentaire sur Virgile In tria Virgilii Opera Expositio est resté célèbre, ajoute que les griffons sont mi-aigles et mi-lion, habitent dans les Monts hyperboréens et sont les redoutables ennemis des chevaux (hoc genus ferarum in hyperboreis nascitur montibus […] equis vehementer infesti), sans doute pour donner davantage de force à son texte. Jorge Luis Borges ajoute que la locution Jungentur jam grypes equis, soit « croiser des griffons avec des chevaux », est devenue proverbiale au fil du temps grâce à ce commentaire.
Parmi les thèmes de combats entre animaux figurant sur les parures en or des Scythes, on trouve des griffons attaquant des chevaux, ce qui laisse à supposer que l'appétit du griffon pour le cheval était déjà connu. L'hippogriffe lui-même est décrit (mais non nommé) par Pline l'Ancien, dans son Histoire naturelle.

## L'hippogriffe dans la littérature

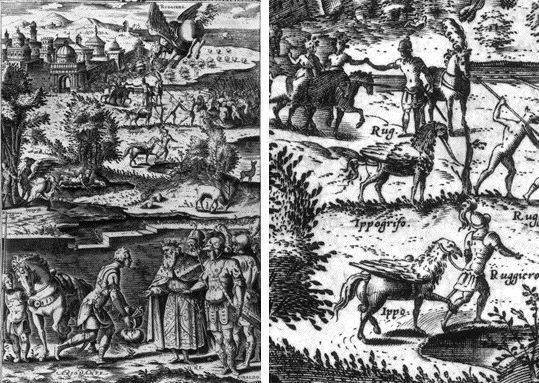
Illustration dOrlando furioso par Girolamo Porro en 1584. Paris, Bibliothèque nationale de France.

À partir de la Chanson de Roland et d'autres matériaux du Moyen Âge, l'Arioste donne à l'hippogriffe ses lettres de noblesse dans la littérature. Pour les auteurs du XIXe siècle, cette créature devient un peu le « Pégase du Moyen Âge ».

### Roland furieux

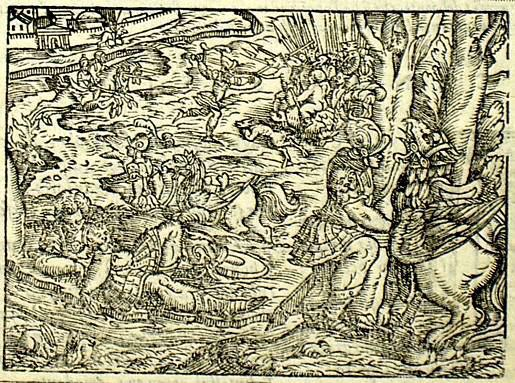
Illustration du Roland furieux, gravure sur bois, 1566, Montpellier, Médiathèque centrale d’agglomération Émile Zola.

C'est grâce à l'écrivain et poète italien Ludovico Ariosto, dit l'Arioste (1474-1533), qui emploie le premier le nom d’ippogrifo dans son célèbre Roland furieux (Orlando furioso), que cette créature passe à la postérité. Jorge Luis Borges remarque d'ailleurs que « cette description semble écrite comme pour un manuel de zoologie fantastique » :

« Le coursier n'est pas feint, mais naturel, car un griffon l'engendra avec une jument. Du père il a la plume et les ailes, les pattes de devant, le visage et le bec ; les autres parties, de la mère, et il s'appelle hippogriffe. »

— L'Arioste, Roland furieux
L'Arioste est le premier à faire une description aussi complète de ce qu'il nomme plusieurs fois un « cheval ailé » sans lui donner de nom précis, et qui possède, comme son père le griffon, la tête d'un aigle et des pieds de devant armés de serres puissantes et tranchantes. Le reste de son corps est semblable à celui de sa mère la jument, avec une croupe et une queue de cheval.

#### Rôle de l'hippogriffe dans le texte
D'après le Roland furieux, on verrait quelques hippogriffes, mais en petit nombre, dans les monts Ryphées au-dessus des mers glaciales,. Grâce à sa patience, son art et son application, le magicien Atlant parvient à en attirer un hors de son troupeau pour l'apprivoiser. Un mois lui est nécessaire pour habituer l'hippogriffe à sa bride et à être monté, puis l'animal se laisse chevaucher partout où le guide son maître. Atlant monte cet animal pour enlever des jeunes filles et trouver des ennemis à abattre à terre, les courses de cet enchanteur désolent jour et nuit la contrée. Plus tard, Atlant est vaincu par Bradamante. L'hippogriffe commence à errer sans laisser quiconque l'approcher, sauf le chevalier Roger qui l'enfourche. Il s'agit d'un piège tendu par l'enchanteur qui désire éloigner Roger de l'Europe. Le chevalier se fait emporter au gré des caprices de l'animal fabuleux. Plus tard, il consulte un sage qui lui apprend à mener l'hippogriffe avec une cheville autour du cou afin de le faire tourner et s'arrêter. Au fil de nombreuses aventures qui l'emmènent dans divers pays en volant à la vitesse du vent, Roger sauve la princesse Angélique d'un monstre marin. Alors que l'hippogriffe a volé des milliers de kilomètres en ligne droite et en portant Roger, tous deux se posent sur une belle île exotique. Le chevalier voyageur Astolphe obtient cette monture, à sa grande joie. L'hippogriffe, dont la fonction est de permettre le tour du monde, le conduit sur la lune puis au paradis terrestre. À la fin, l'hippogriffe est libéré et s'envole dans le ciel : on ne le revoit plus jamais,.

#### Interprétations
L'hippogriffe a parfois des réactions imprévisibles mais il vole d'un pays à l'autre, portant ses différents cavaliers. La description de l'hippogriffe, plus fort, plus intelligent et volant mieux, plus vite et plus loin que l'aigle ou le faucon, « plus rapide que l'oiseau qui porte la foudre, et s'avançant à une vitesse que n'égalent jamais la flèche qui fend l'air ou le tonnerre qui tombe et éclate avec fracas »,, reste une norme reprise par les auteurs postérieurs. 
D'après Barbara Reynolds, qui fait remonter la généalogie de l'animal au Pégase de la mythologie grecque (tout comme Pégase, l'hippogriffe emporte ses différents cavaliers autour du monde), il n'est jamais présenté comme mythique ou légendaire, mais au contraire comme le fruit des amours tout à fait naturels entre la jument et le griffon. L'Arioste insiste particulièrement sur la naissance de la créature et sur le fait qu'il « n'est pas feint » : l'hippogriffe est donc plus proche de la science-fiction que de la fantasy par sa description,.
Le Roland furieux, décrit comme une œuvre majeure inscrite dans la continuité du cycle carolingien, donne naissance à de nombreuses interprétations. L'Arioste s'est très probablement inspiré de textes gréco-romains pour composer son œuvre, bien que cela soit difficile à prouver. Plusieurs essais d'interprétations soutiennent que l'Arioste aurait plagié des œuvres antiques. Ainsi, l'hippogriffe est l'équivalent de Pégase et Angélique, de la princesse Andromède, qui est délivrée par le héros Persée, également en terrassant un monstre marin (ce qui rappelle très fortement la scène, abondamment représentée dans l'art, de la délivrance d'Angélique par Roger),.

### Œuvres postérieures à l’Arioste

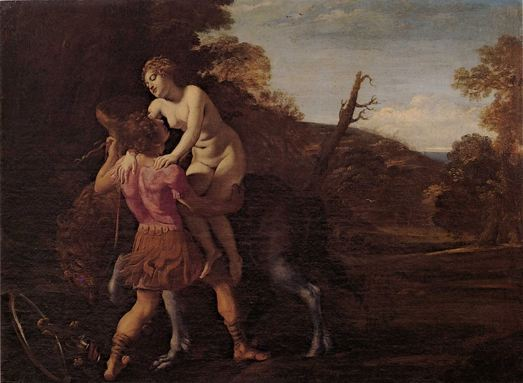
Roger arrivé en Bretagne fait descendre Angélique de l’hippogriffe, peinture sur toile de Giovanni Lanfranco, vers 1616. Conservée à Urbino, Galleria nazionale delle Marche.

L'hippogriffe est mentionné plusieurs fois dans des romans de chevalerie au cours de la Renaissance, par des auteurs qui s'inspirent du Roland furieux. Ils en font, comme son créateur original, la monture des chevaliers. Vers 1540, Cirféa, reine d'Aegives, écrit la continuation d'Amadis de Gaule, Agesilan de Colchos. Elle raconte l'histoire d'Agesilan, petit-fils d'Amadis, qui se trouve bloqué en pleine tempête et isolé sur un rocher avec sa fiancée Diana quand un chevalier à l'hippogriffe apparaît et les sauve tous deux pour les conduire dans sa demeure aux îles Canaries. En 1605 et 1615, dans le roman Don Quichotte, la jument Rossinante est censée être plus rapide que l'hippogriffe d'Alstophe, lui-même « fougueux comme un lion, et docile comme un agneau à la main qui le guide ».
L'hippogriffe apparaît en relation avec Charlemagne et ses paladins dans Legends of Charlemagne, or Romance of the Middle Ages, en 1863, une reprise des textes de l'Arioste par Thomas Bulfinch.

### Du

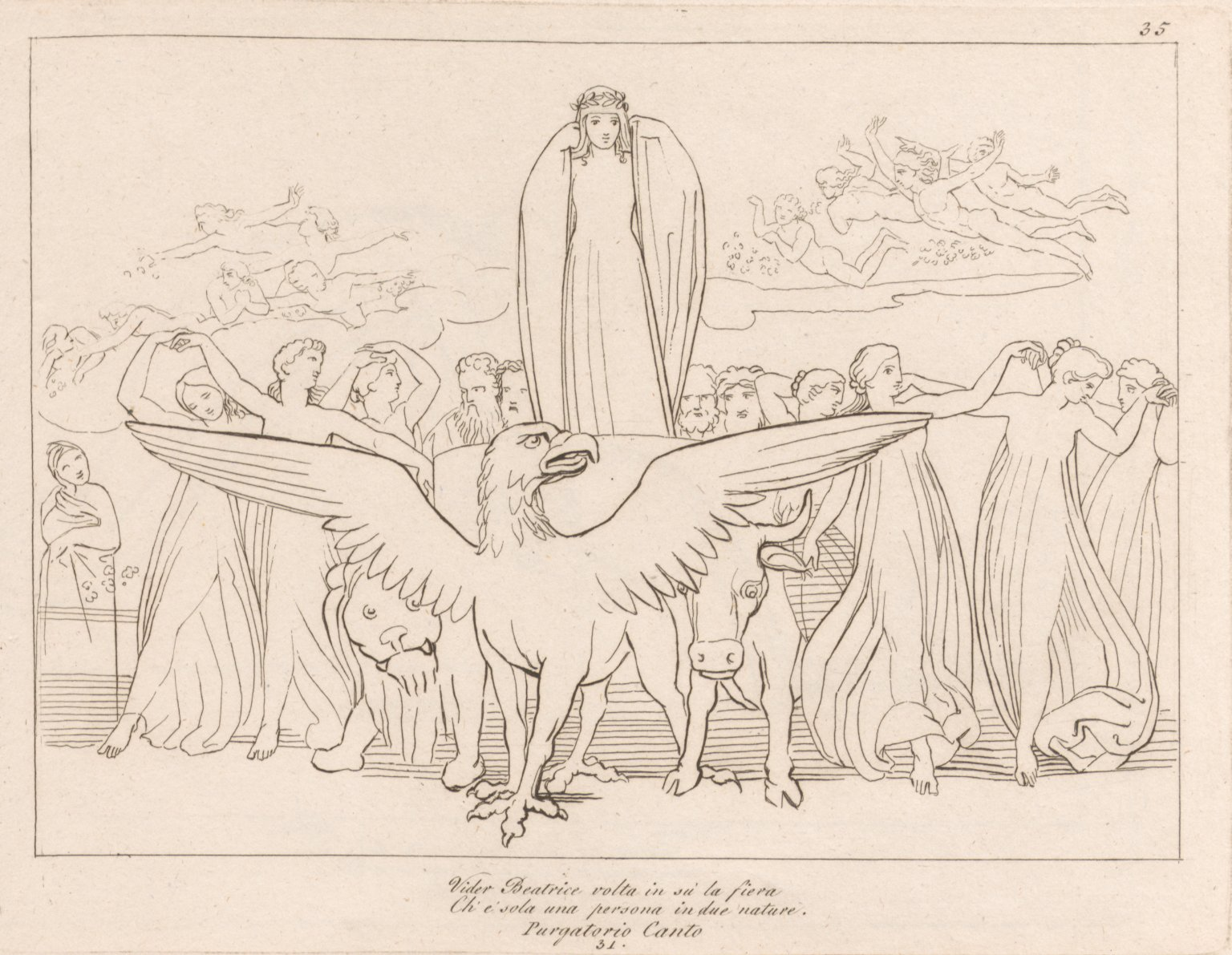
Gravure pour la Divine Comédie de Dante représentant un hippogriffe ou un griffon. Illustration de John Flaxman, gravée par Tommaso Piroli. Division of Rare and Manuscript Collections, Cornell University Library, 1793.

### DuXVIIIeauXIXesiècle
Après la vogue de l'hippogriffe liée à l'Orlando Furioso de l'Arioste, et avant sa renaissance au XIXe siècle dans les illustrations de ce même Orlando Fusioso par Gustave Doré, l'hippogriffe ne tombe pas dans l'oubli puisqu'il est régulièrement mentionné dans un certain nombre d'œuvres littéraires, dont celle du poète John Milton n'est pas la moindre :
| John Milton, Paradise Regained (1671), chant IV                                                                                 | Traduction française |
| --- | --- |
| So saying he caught him up, and without wing Of hippogrif, bore through the air sublime Over the wilderness and o'er the plain. | Ce disant, il le prit, et sans aile D'hippogriffe, s'enfonce dans l'air sublime Au-dessus de la nature et au-dessus de la plaine |

À la fin du XIXe siècle, une version de la légende de Persée et Andromède mentionne l'hippogriffe (et non Pégase) comme la monture de ce héros lorsqu'il pourfend le monstre marin qui menace sa bien-aimée. À la même époque, un roman italien invite le lecteur à enfourcher un hippogriffe pour visiter ce pays depuis le ciel.

#### Merlin et Turpin
En 1860, un hippogriffe est associé, sous la plume d'Edgar Quinet dans son roman Merlin, l'enchanteur, à une interprétation des légendes arthuriennes : Merlin et son compagnon Turpin trouvent un hippogriffe sellé aux ailes pourpres et or ; il se laisse approcher à six pas et bat des ailes, comme s'il invitait quelqu'un à l'enfourcher. Turpin, fatigué d'aller à pieds, s'y apprête lorsque le sage Merlin l'en dissuade, arguant du danger pour lui (car seul le maître légitime de l'hippogriffe sait le monter), et du chagrin de celui-ci en ne retrouvant pas sa monture.

#### Le Solitaire
Hippogriffe, hippogriffe libérateur, emporte-moi plus haut que le ciel. Pour obéir au divin vieillard, nous irons, ô monstre, par-delà les portes de l'horizon. Je chevaucherai au-dessus des villes, au-dessus des campagnes où j'ai souffert.
Le Solitaire est un poème en prose du symboliste Éphraïm Mikhaël, daté de 1889, qui raconte l'histoire d'un homme nommé Stellus. Cette histoire forme un roman d'apprentissage et de quête chevaleresque qui voit passer le héros par différentes épreuves incluant la connaissance de la nature, le combat, l'amour et l'écoute d'un prophète qui lui enjoint de rejoindre les demeures célestes. Stellus, qui parle le langage des oiseaux et de la forêt, voyage et arrive dans un pays où les habitants sont tourmentés par un hippogriffe, monstrueux cheval ailé venu d'une montagne, qui vomit des flammes sur leurs moissons. Ses sabots sont de diamant et le battement de ses ailes ébranle les murs des maisons. Il fouille le sol en arrachant les grains semés et foudroie les bœufs d'un regard, enlevant même des jeunes vierges pour les emporter haut dans le ciel et les jeter à terre où elles meurent. Une prophétie dit que l'hippogriffe cessera ses méfaits le jour où un homme s'assiéra entre ses ailes et se laissera emporter vers les étoiles. Stellus accepte de monter la bête et s'envole avec elle, on ne les revoit plus jamais.
Plusieurs interprétations s'affrontent pour ce texte. Selon l'une d'elles, Stellus monte l'hippogriffe pour ne plus avoir à subir les hommes et selon l'autre, il se sacrifie par amour de l'humanité. Bien qu'il soit clairement inspiré du mythe de Pégase et Bellérophon tout autant que des textes de l'Arioste, ce poème présente une fin différente et plus heureuse. Stellus est vu comme un poète princier solitaire et l'hippogriffe lui apparaît comme le véhicule salvateur qui lui permet d'atteindre la lumière des cieux, et donc la délivrance.

## L'hippogriffe dans l'art
La plus célèbre représentation artistique de l'hippogriffe est un tableau peint par Jean-Auguste-Dominique Ingres en 1819, inspiré d'un chant du Roland furieux. Ce tableau, acquis par Louis XVIII, fut la première toile du peintre à entrer dans une collection publique au château de Versailles. La scène de la délivrance d'Angélique par Roger chevauchant l'hippogriffe est quelquefois représentée du XVIe au XIXe siècle.

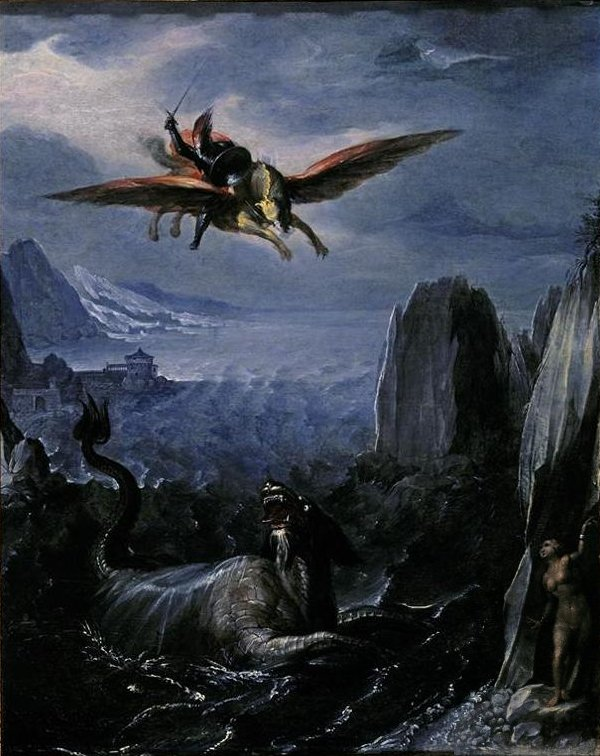
Roger sauvant Angélique, peinture attribuée à Girolamo da Carpi (1501–1556), musée d'art d'El Paso
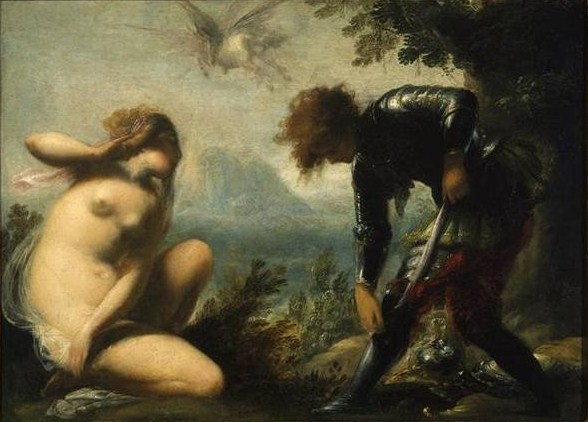
Angélique et Roger par Cecco Bravo, 1660, David and Alfred Smart Museum of Art.
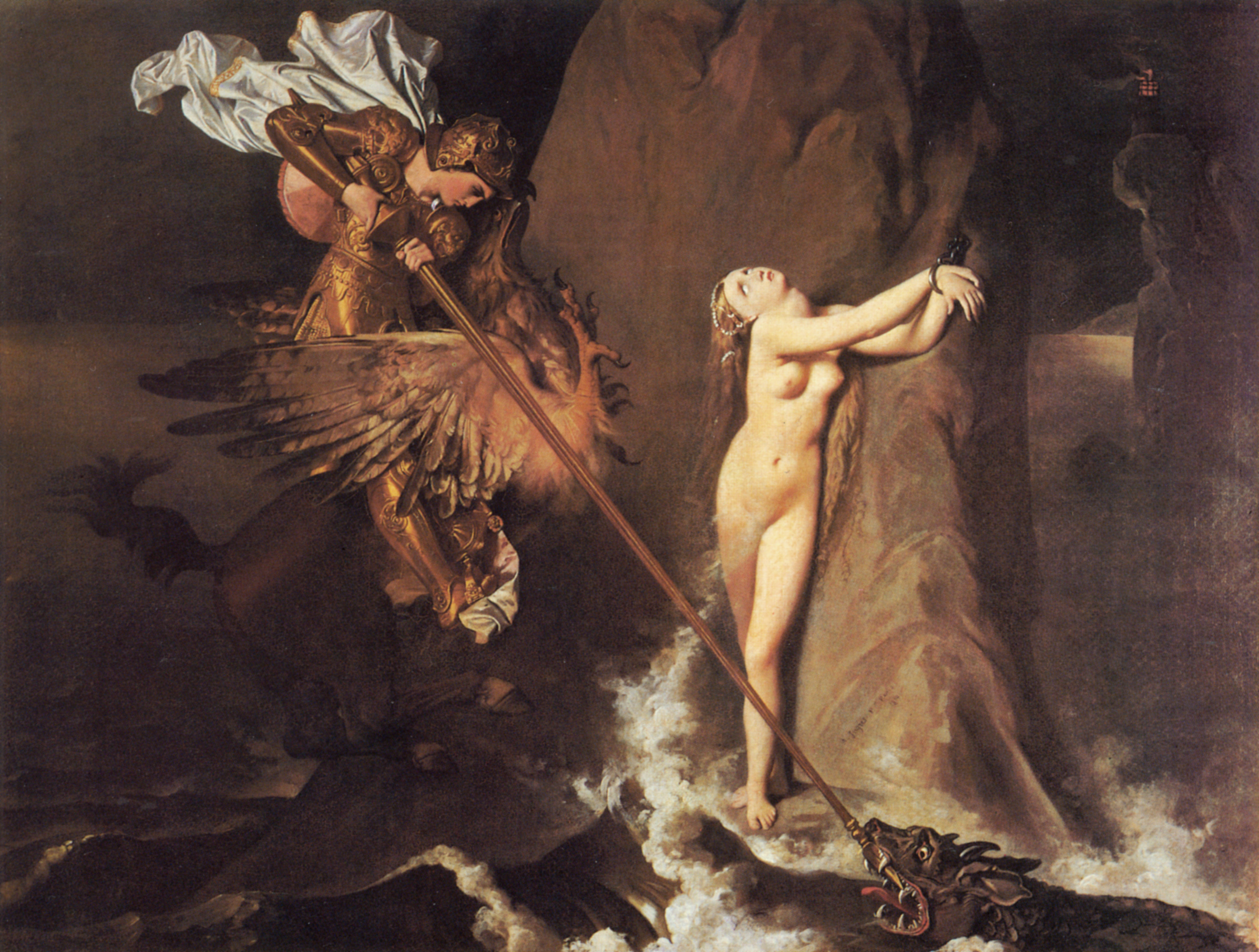
Roger délivrant Angélique par Dominique Ingres, 1819. Paris, musée du Louvre.
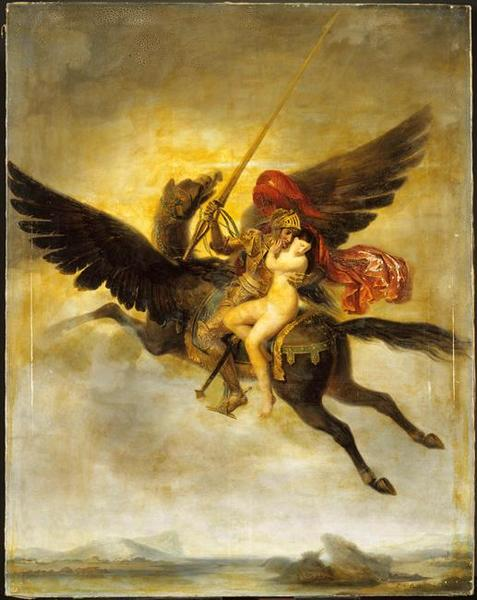
Roger délivrant Angélique, par Louis-Édouard Rioult (1790 - 1855), huile sur toile, Paris, musée du Louvre.

Au XIXe siècle, Gustave Doré a créé bon nombre de gravures représentant l'hippogriffe afin d'illustrer une édition du Roland furieux.

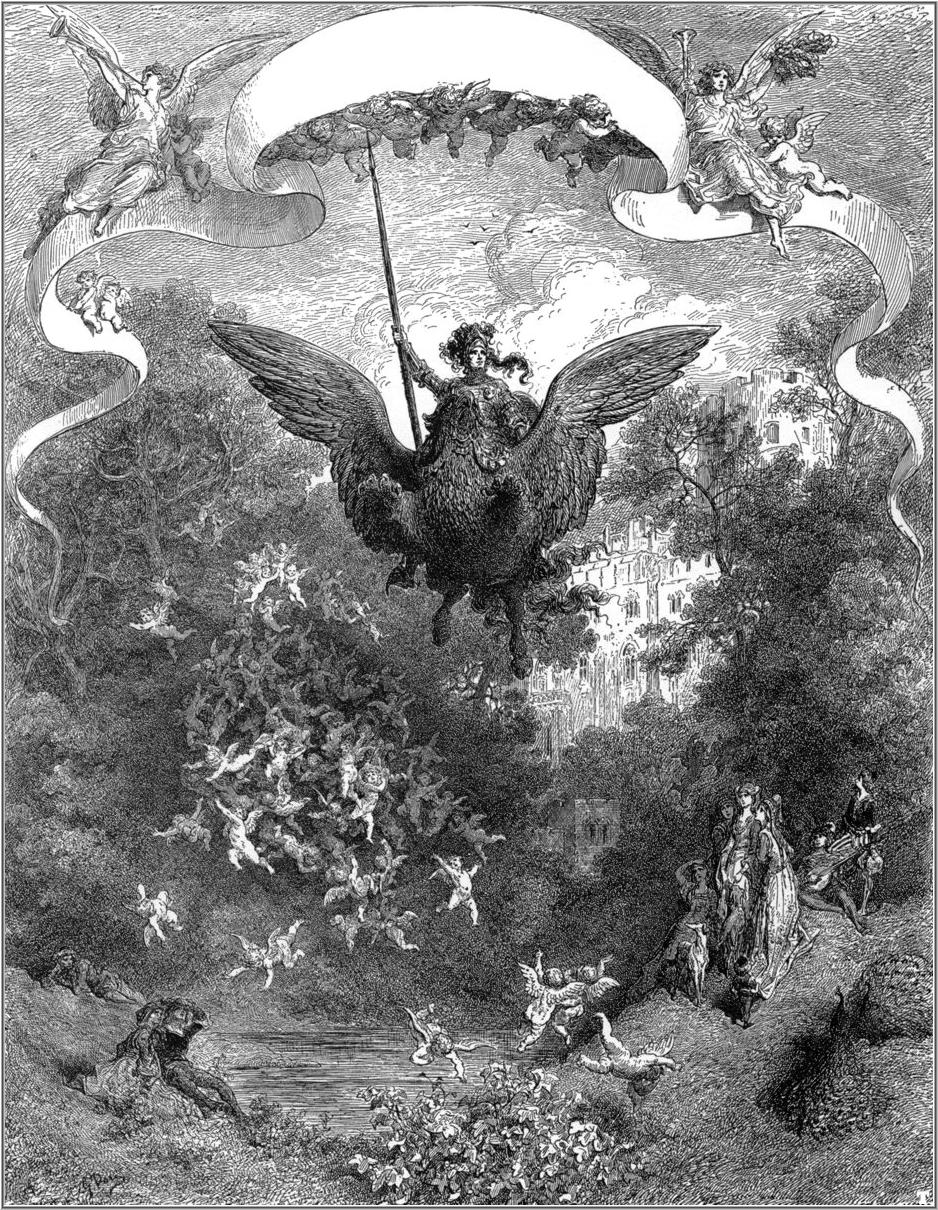
Roland furieux, édition de 1878 : frontispice de l'édition.

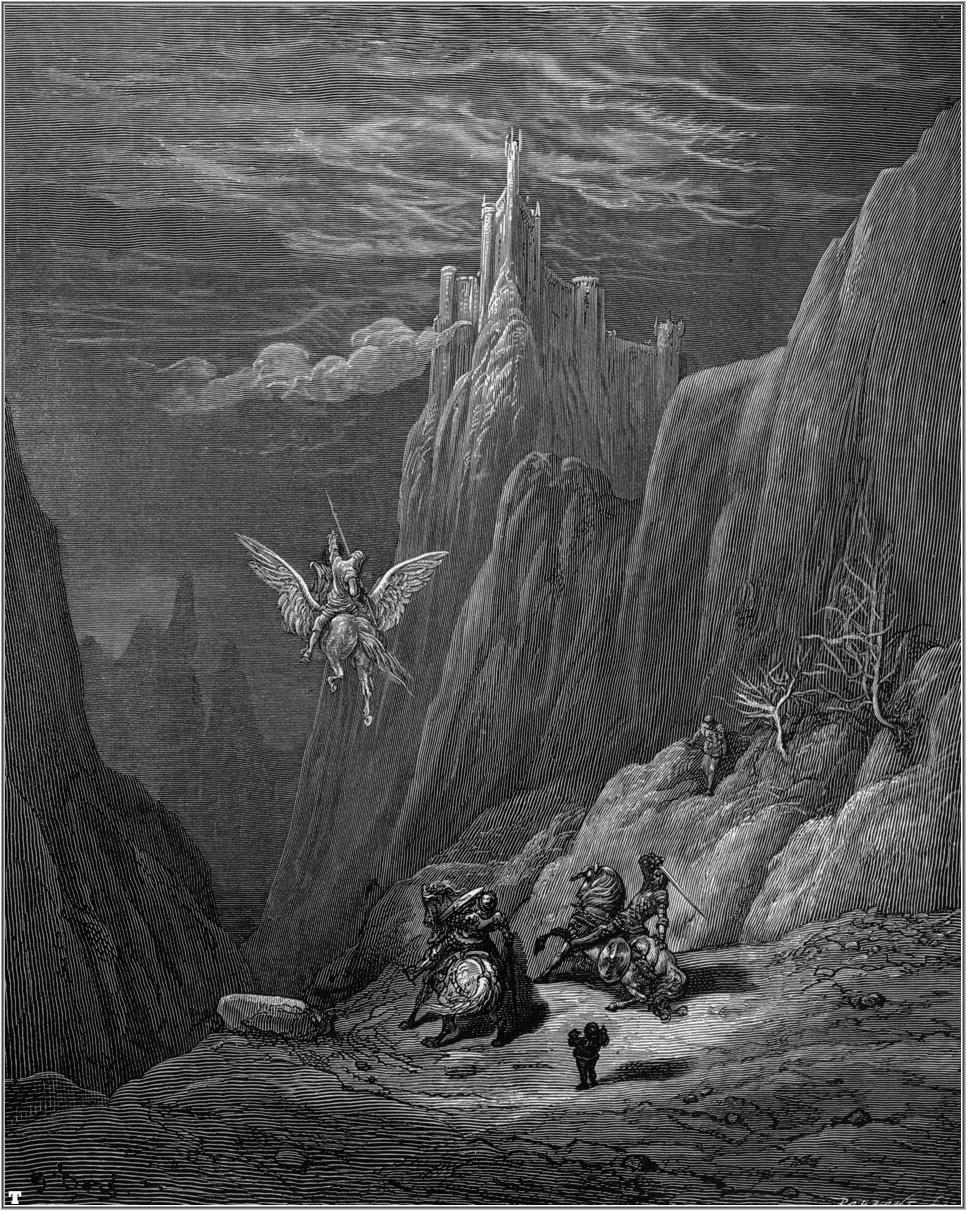
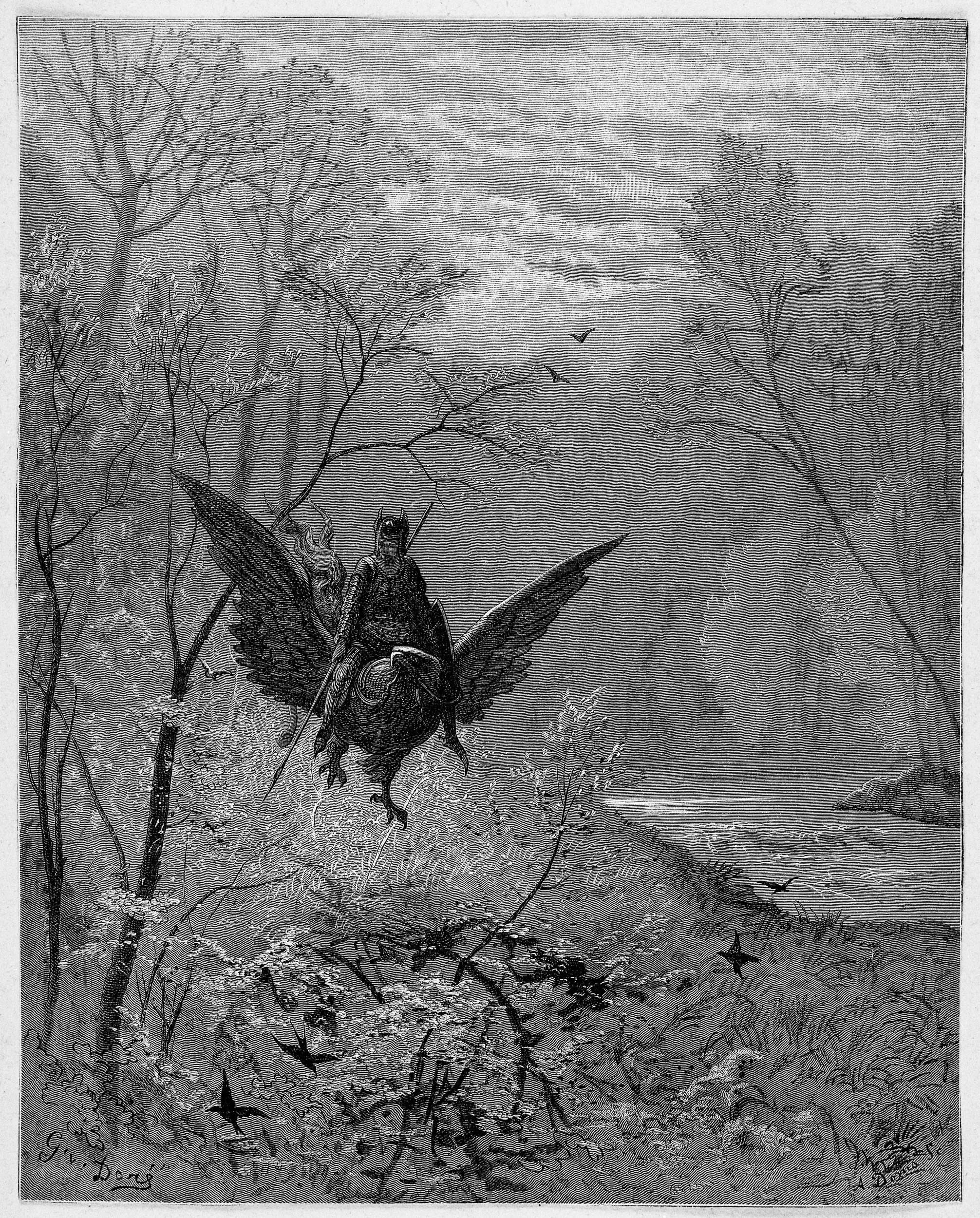
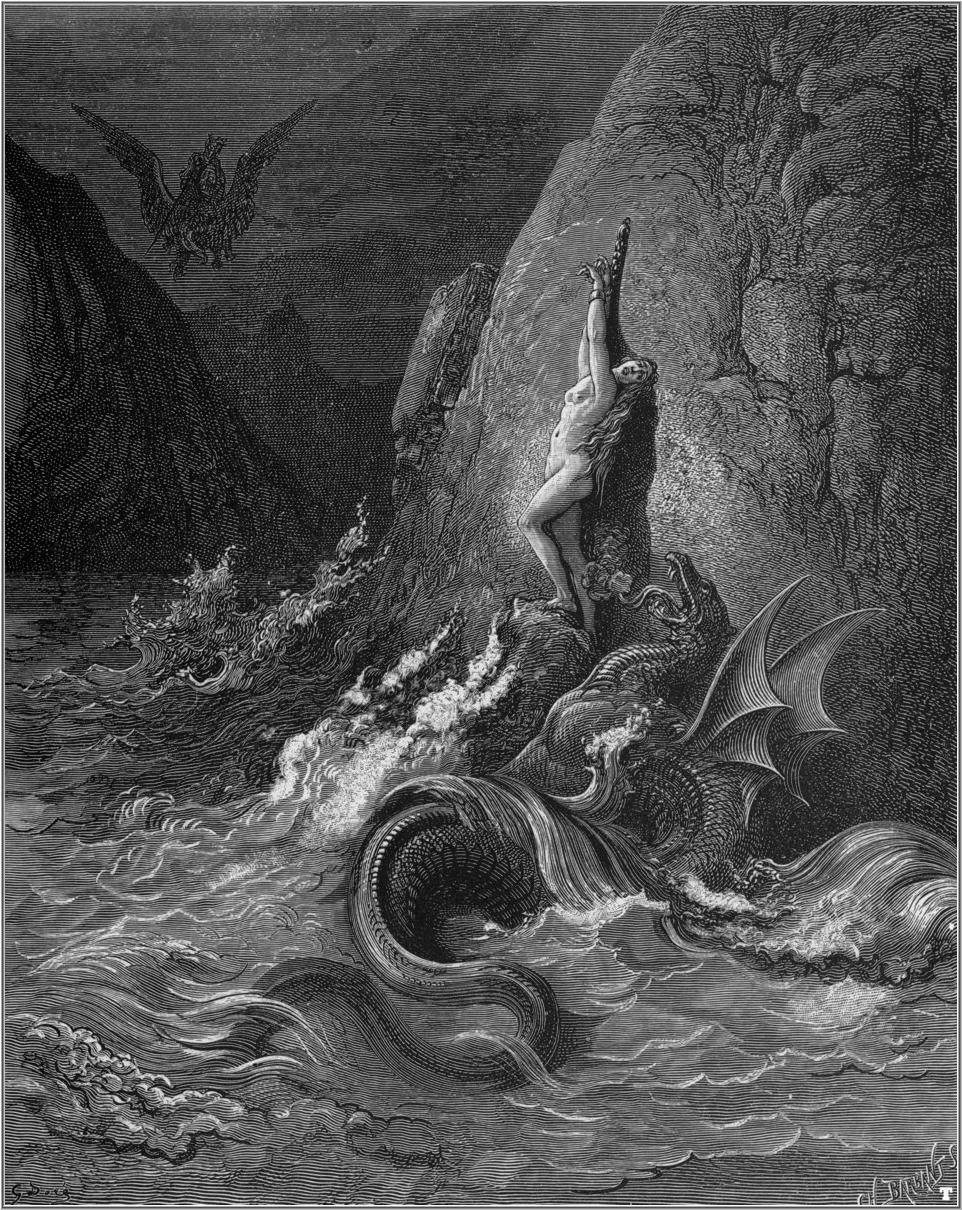
Angélique est livrée à un monstre marin. Roger arrive, monté sur l'hippogriffe.
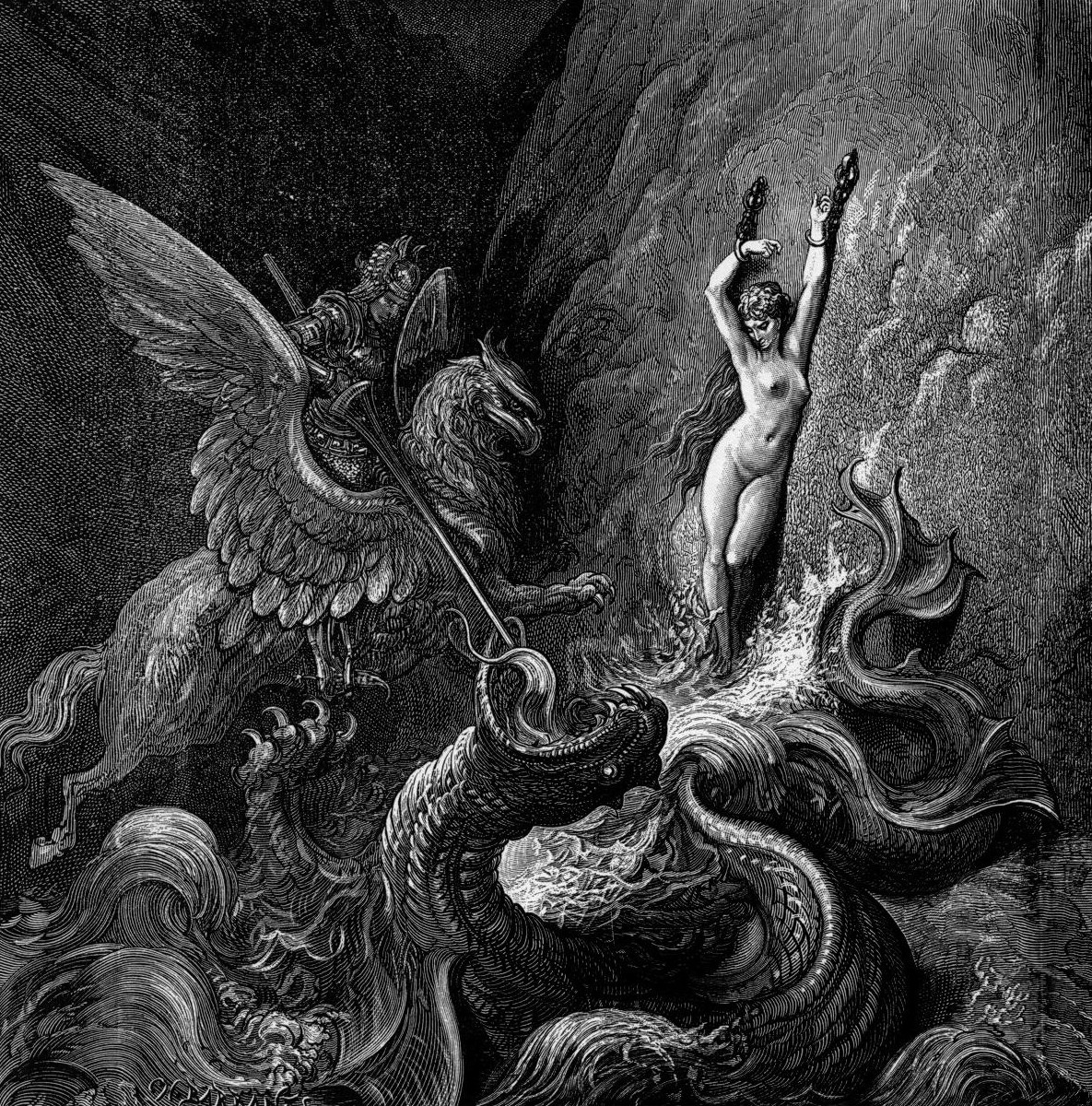
Roger pourfend le monstre marin.

### Héraldique
L'hippogriffe est une figure héraldique imaginaire assez fréquente sur les armoiries anglaises. Dans ce cas, il est utilisé comme « support », et non comme « meuble ». Il est d'ailleurs usuel que des armoiries fassent appel à des animaux, mythiques ou non, pour supporter l'écu qu'ils entourent.
Le grand développement de l'héraldique au Moyen Âge, tant en France tout d'abord, qu'en Angleterre ensuite, au travers de la conquête normande, a pour but initial de définir l'identité d'un chevalier lors des tournois. Les armoiries de celui-ci peuvent faire appel à une variété considérable d'animaux mythiques, parfois très proches. Ainsi, à partir du gryphon ou griffon — que font figurer dans leurs armoiries les familles guerrières dont la noblesse peut revendiquer à la fois celle du lion et de l'aigle, — on voit apparaître d'autres créatures imaginaires : l'hippogriffe bien sûr, mais aussi l’opinicus, proche de l'hippogriffe, mais dont les quatre pattes sont celles d'un lion.

### Sculpture
Le sculpteur français Antoine-Louis Barye (1795-1875) créé vers 1840 la sculpture Angélique et Roger montés sur l’hippogriffe, un bronze de 51,5 × 69 × 29 cm, désormais conservé au musée du Louvre. L'objet inspire des commentaires élogieux, notamment ceux de Gustave Planche en 1853 :

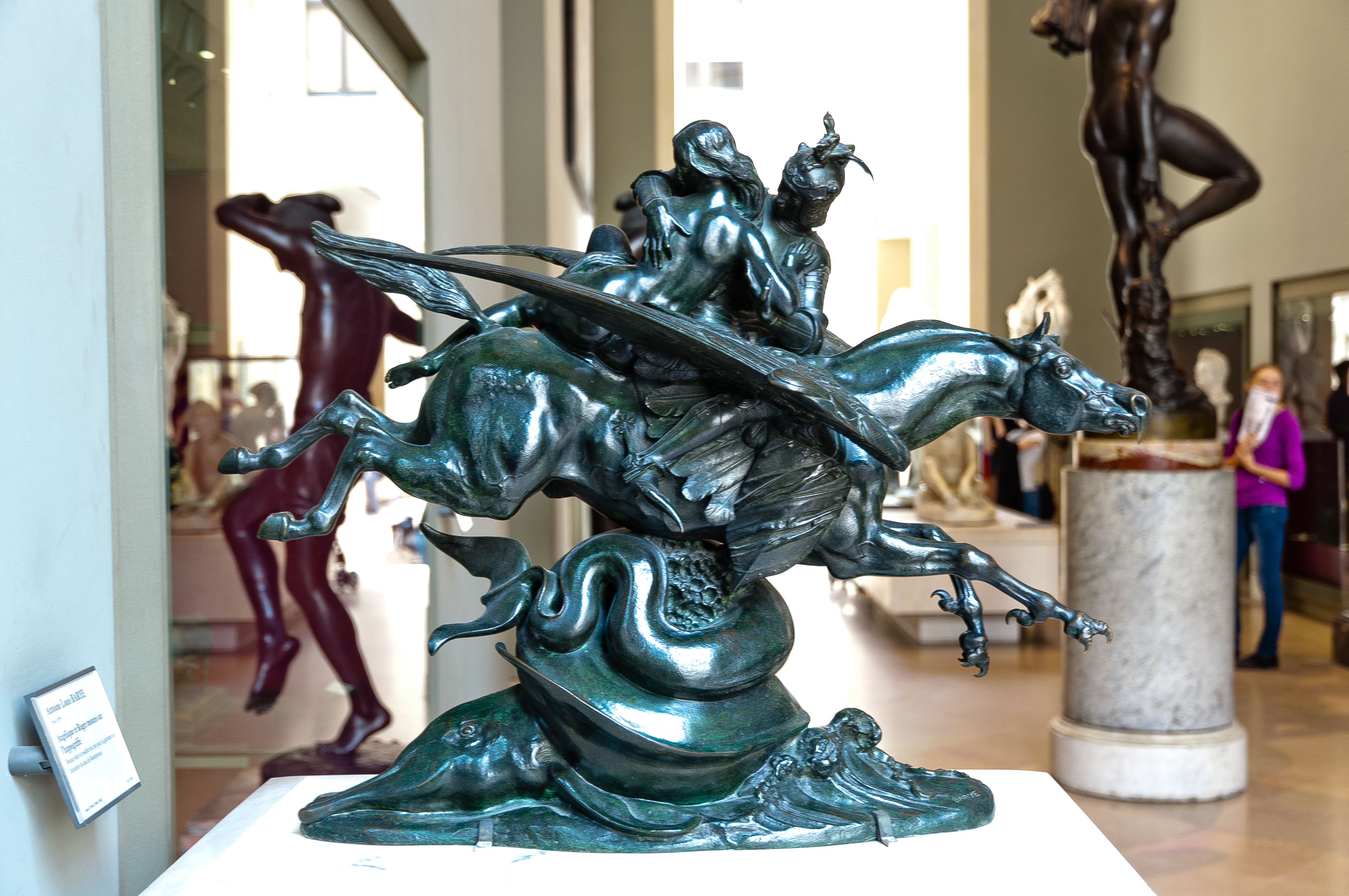
Vue générale de profil
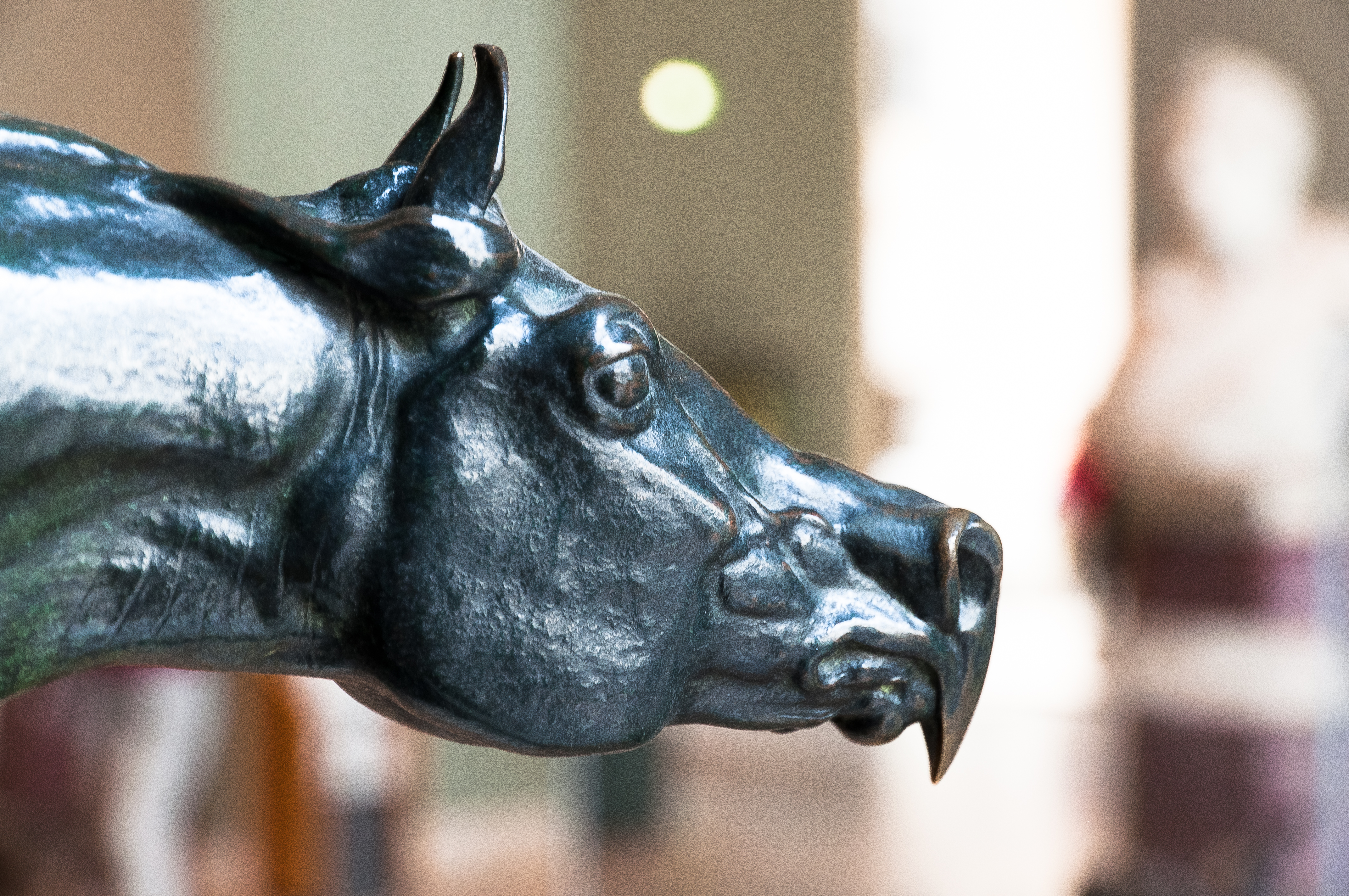
Gros plan sur la tête
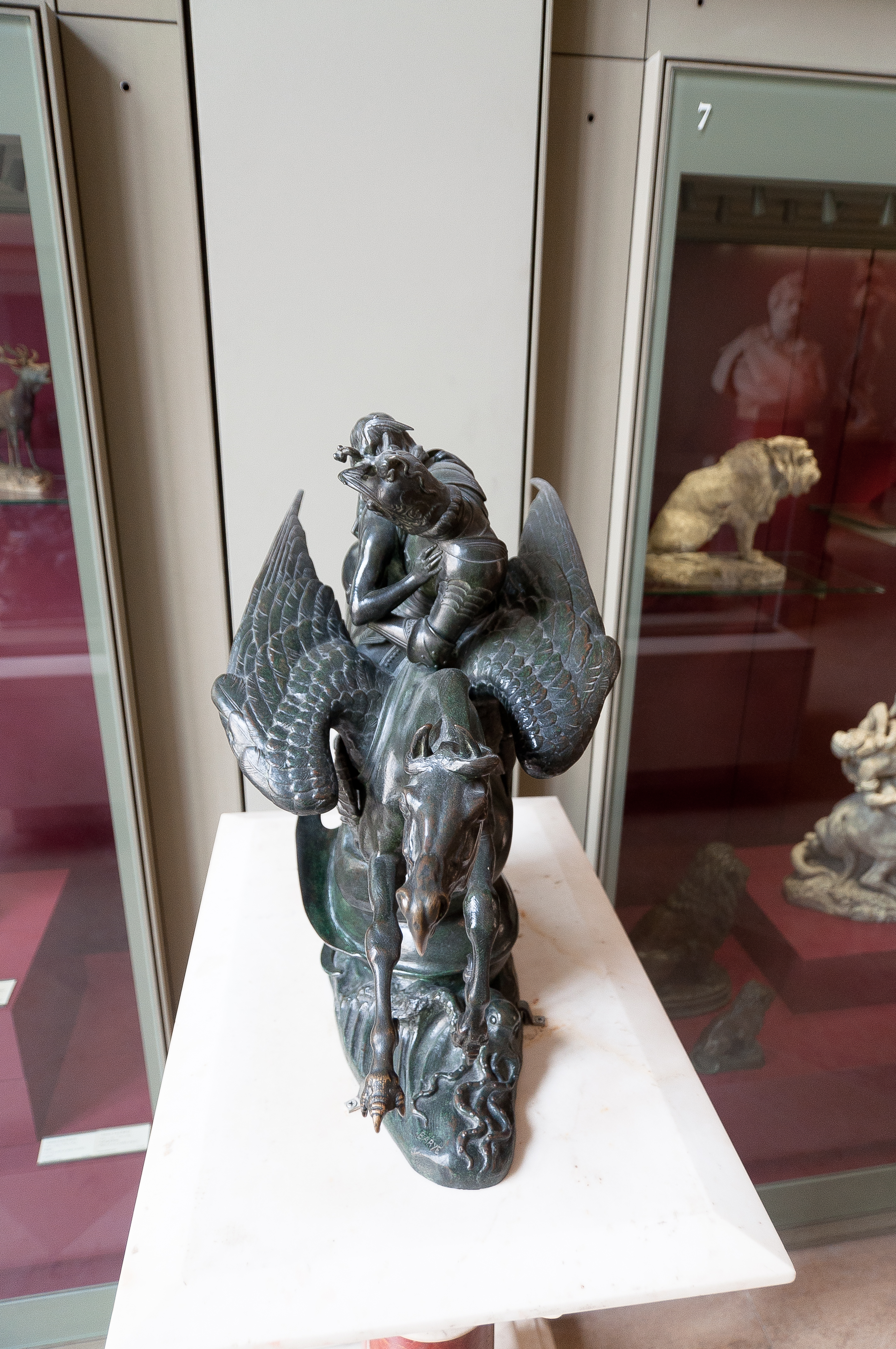
Vue de devant

« Roger, monté sur l'hippogriffe, tient dans ses bras la belle Angélique. Je n'ai pas besoin de rappeler cet épisode, emprunté au poème de l'Arioste. En deçà comme au-delà des Alpes, Roland le furieux jouit depuis longtemps d'une légitime popularité, et les personnages de ce livre admirable sont familiers à toutes les mémoires […] Le génie de l'Arioste, le premier poète de l'Italie après Dante, convenait merveilleusement à l'intelligence de M. Barye […] De deux parts c'est la même liberté, la même passion pour la fantaisie livrée à elle-même. […] L'hippogriffe, dont le type esquissé par l'Arioste laissait d'ailleurs pleine carrière à la fantaisie de l'artiste, n'a pas été compris par M. Barye moins heureusement qu'Angélique et Roger. Ce cheval merveilleux dont la nature ne fournit pas de modèle, qui tient à la fois de l'aigle et du cheval, dévore l'espace comme le coursier de Job, et souffle le feu par ses naseaux dilatés. Les ailes attachées aux épaules, tout à la fois légères et puissantes, se meuvent avec une rapidité qui défie le regard. Enfin il y a dans tout cet ensemble singulier une combinaison si habile, une adresse si parfaite, que l'étonnement s'apaise bien vite et fait place à l'étude la plus attentive. L'hippogriffe de M. Barye est si naturellement conçu, qu'il perd son caractère fabuleux. Quoique la science n'ait encore rien découvert de pareil, et nous prouve même par des raisons victorieuses que rien de pareil ne s'offrira jamais à nos yeux, nous acceptons volontiers l'hippogriffe comme un cheval d'une nature particulière, mais qui a vécu, qui vit encore, et que nous pourrions rencontrer. Cette impression purement poétique, et que la raison désavoue, s'explique par la précision avec laquelle l'auteur a su souder ensemble, et par un art qui lui est personnel, le cheval et l'oiseau. S'il n'eût pas possédé d'une façon magistrale la pleine connaissance de ces deux natures si diverses, il n'eût jamais réussi à les accoupler sous cette forme harmonieuse. Initié à tous les secrets de leur structure, il a pu sans effort réunir les ailes de l'aigle aux épaules du cheval. »

— Gustave Planche, Portraits d'artistes : peintres et sculpteurs : Phidias, Raphael […],.

## Croyances et symbolisme

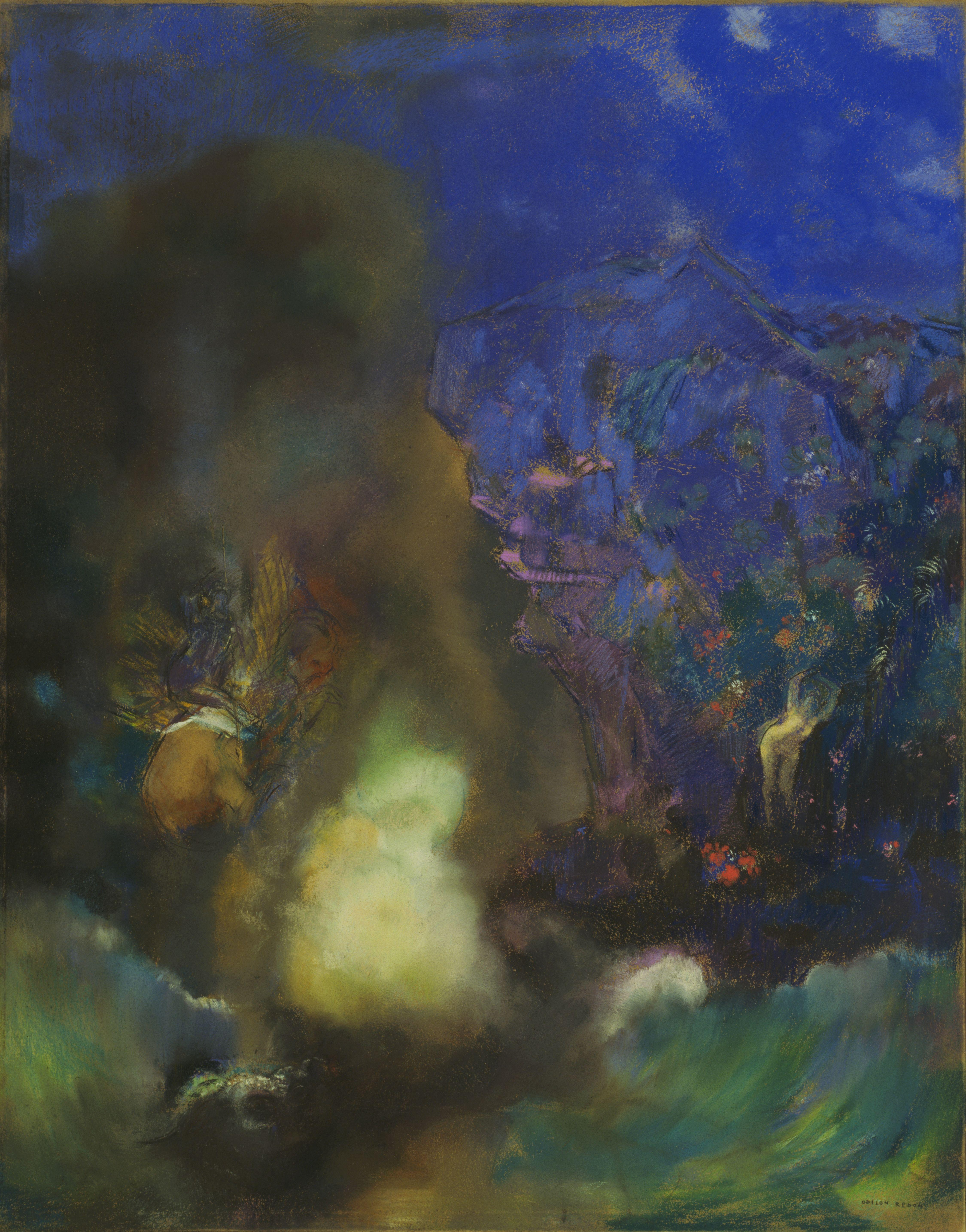
Roger et Angélique, pastel par Odilon Redon, 1910.

Il n'existe pas d'étude permettant de savoir si l'hippogriffe fait (ou a fait) l'objet de croyances, à l'instar du dragon, des fées ou de la licorne. 
Selon une tradition rapportée par l'historien catalan Vidal, cet animal était censé vivre, au Moyen Âge, près de Céret dans le Roussillon. On trouverait les traces de ses serres sur un rocher près du mas Carol. La possibilité d'une croyance en l'existence réelle de l'hippogriffe tel qu'Arioste le décrit est fermement attaquée dans un essai scientifique de Paulin Poulin sur la religion en 1862, disant qu'un tel animal ne peut ni être une création divine, ni avoir d'existence réelle. L'hippogriffe y est vu comme l'amalgame de divers animaux. L'auteur ajoute que pour soutenir son poids, les ailes seraient elles-mêmes si lourdes qu'elles seraient impossibles à mettre en mouvement, ce qui prouve sans ambiguïté son inexistence.

### Cryptozoologie

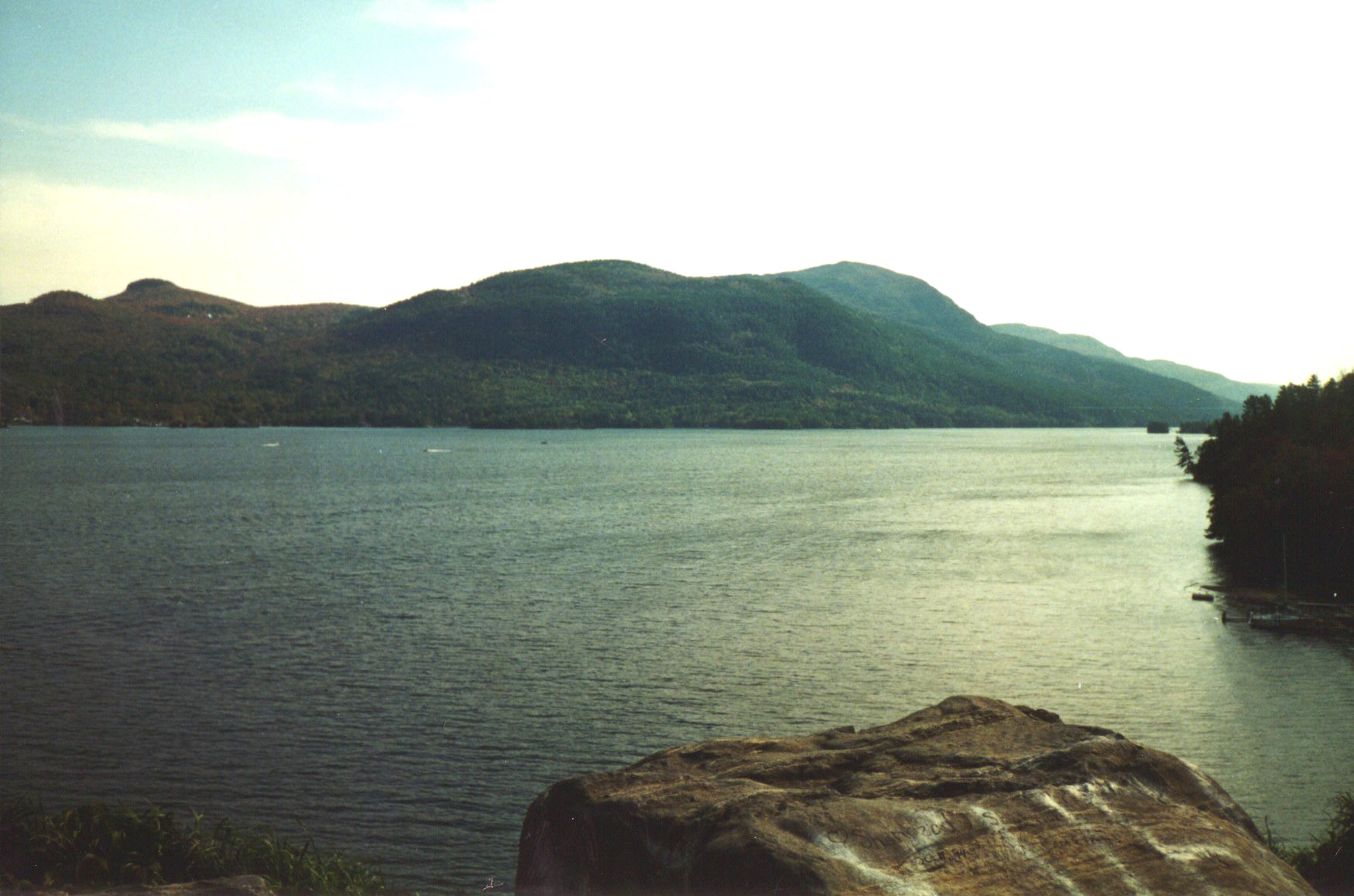
Le lac George, où un hippogriffe aurait été plusieurs fois observé.

Une créature semblable à l'hippogriffe (et nommée comme telle) est mentionnée par divers témoignages autour de lac George. À l'origine, c'est un canular attesté en 1904 qui vise à faire croire à l'existence d'une sorte de grand Léviathan ou d'hippogriffe dans ce lac placide de l'État de New York. Les fraudeurs utilisent un « faux » monstre dont la tête évoque un peu un oiseau de proie muni de dents et de deux grandes oreilles équines, l'ensemble pouvant être manipulé par le dessous. Les quelques apparitions du monstre effraient la population, popularisant la rumeur de l'existence d'une créature nommée « l'hippogriffe » dans le lac. L'histoire se fait peu à peu oublier puis ressurgit vers 1999, quand plusieurs personnes logées au Island Harbour House Hotel affirment avoir aperçu une créature marine en pleine nuit. Au terme de quelques recherches, l'ancien canular est révélé par le Daily news et le Lake George Historical Association Museum, qui créé une copie imparfaite du faux monstre original en bois afin de l'exposer au public en août 2002.

### Symbolique

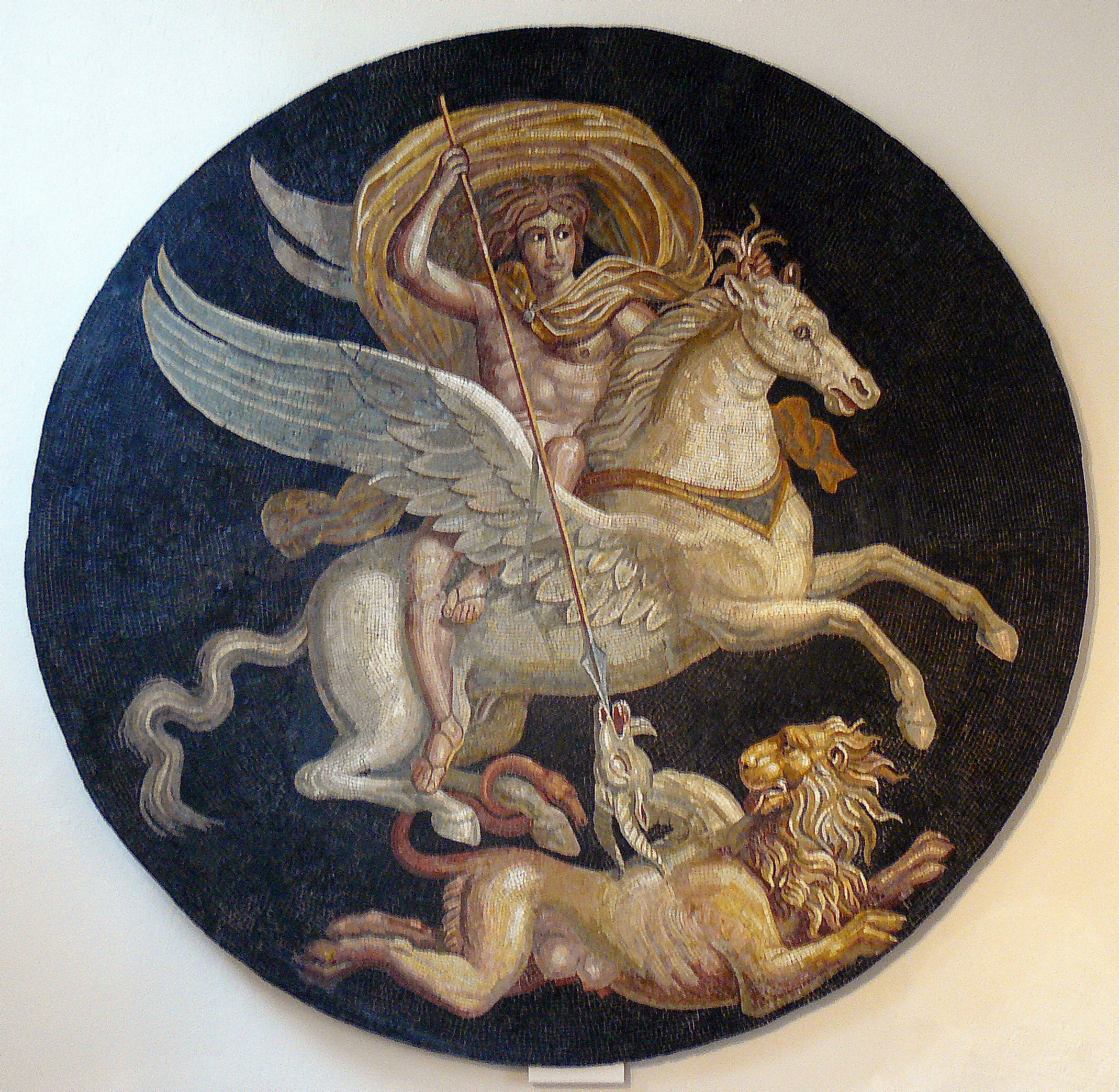
Le cheval ailé Pégase est très proche de l'hippogriffe, avec lequel il partage une partie de son symbolisme.

Jorge Luis Borges fait remarquer que le griffon est déjà un monstre hybride, « ce qui fait de l'hippogriffe ariostéen un monstre ou une imagination au deuxième degrés ». Il cite un certain Pietro Micheli qui l'aurait considéré plus harmonieux que le cheval ailé. Du fait de son origine, l'hippogriffe combine plusieurs fois les contraires : fils d'un griffon et d'une jument qui lui sert habituellement de proie, il est un mélange d'animal domestique (le cheval) et sauvage (aigle et lion), terrestre (cheval et lion) et aérien (aigle), et un « tout d'animalité ». Décrit comme la monture de bataille fabuleuse des héros, il se fait allégorie des pulsions incontrôlées dans le Roland furieux, mais aussi symbole des exploits maritimes qui marquent le passage à la Renaissance : l'hippogriffe fait le tour du monde en survolant la mer, ce qui renvoie aux grandes explorations de Fernand de Magellan et Christophe Colomb. Il est vraisemblable que l'Arioste se soit servi de cartes de Ptolémée pour décrire les voyages de son coursier, voyage qui par ailleurs reflète la vision du monde à l'époque. La perception de l'hippogriffe peut être différente, à l'image du coursier qui enlève ses cavaliers vers le ciel dans « un élan vers les sphères créatrices », ou encore du symbole d'amour.
Un très grand nombre d'auteurs lient l'hippogriffe à Pégase, monture des poètes mais aussi symbole de mort, dans lequel ils voient l'ancêtre de la monture de l'Arioste,. Ce lien donne une dimension plus poétique à l'hippogriffe, et le lie au pouvoir de l'imagination humaine. Toutefois, d'autres auteurs font savoir que l'hippogriffe est clairement vu comme une monture de guerriers, contrairement à Pégase,.
L'auteur ésotériste D. J. Conway voit dans l'hippogriffe une créature du plan astral qui a pour fonction de mener ses cavaliers sur la voie spirituelle et de leur faire vivre de fortes expériences mystiques, notamment pour voyager entre les mondes durant les méditations. L'hippogriffe exprimerait également un refus de l'autorité.

## L'hippogriffe dans la culture populaire contemporaine

Représentation moderne d'un hippogriffe.

Si l'hippogriffe apparaît dans la littérature du début du XXe siècle, il est revenu sur le devant de la scène grâce au jeu de rôle, notamment Donjons et Dragons et la saga Warcraft, qui l'ont incorporé à leurs bestiaires. Dans certaines représentations modernes, l'hippogriffe possède les quatre pieds du cheval, ne gardant de l'aigle que sa tête et ses ailes. C'est surtout la saga Harry Potter qui le popularise auprès du jeune public, ce qui fait naître un grand regain d'intérêt pour lui.
On le retrouve dans le roman graphique Sandman créé par Neil Gaiman, l'un des trois gardiens du domaine de Dream est un hippogriffe. Dans la bande dessinée De cape et de crocs, l'une des chimères créées par le Maître d'Armes est un hippogriffe. La discussion entre les personnages y établit que cette création est inspirée de celle de l'Arioste : l'allusion est d'autant plus claire qu'à l'instar de Roland, le Maître d'Armes chevauche l'hippogriffe sur la Lune.
Dans le film Digimon Frontier, HippoGryphomon est présenté comme le leader des Digimon « bêtes ».
La « compagnie de l'Hippogriffe », spécialisée dans la fauconnerie équestre, fait des spectacles et animations pédagogiques.
Les jeux de rôle et ouvrages de fantasy modernes peuvent le décrire comme omnivore, se nourrissant indifféremment de plantes ou de viande, ou bien carnivore, et souvent très dangereux,. Il sert généralement de monture et peut être apprivoisé par diverses techniques selon l'univers interne des jeux (contrairement au griffon, rarement vu comme une monture).

### Littérature duXXesiècle
L'hippogriffe est cité dans l'œuvre satirique d'Ambrose Bierce, The Devil's Dictionary, parue en 1911, où il est décrit comme « Un animal (aujourd'hui disparu), qui était moitié cheval et moitié griffon. Le griffon étant lui-même moitié lion et moitié aigle, l'hippogriffe est en fait un quart d'aigle, ce qui équivaut à deux dollars et cinquante cents en or. L'étude de la zoologie est pleine de surprises ». Eric Rücker Eddison mentionne l'hippogriffe en 1922 dans son roman The Worm Ouroboros. Arnold Sundgaard décrit longuement l'une de ces créatures dans son poème intitulé The Hippogriff :
| Arnold Sundgaard, The Hippogriff | Traduction française |
| --- | --- |
| When Mare and Griffin meet and mate Their offspring share a curious fate. One half is Horse with hooves and tail, The rest is Eagle, claws and nail. As a Horse it likes to graze In summer meadows doused in haze, Yet as an Eagle it can fly Above the clouds where dreams drift by. With such a Beast I am enthralled, The Hippogriff this beast is called. | Quand Jument et Griffon se rencontrent et s'accouplent Leurs descendants ont un curieux destin. Une moitié est Cheval avec sabots et queue, Le reste est de l'Aigle, serres et ongle. Comme un Cheval il aime brouter L'été dans les prairies que la brume rend humides, Mais comme un Aigle il peut voler Par-dessus les nuages où défilent les rêves. Une telle Bête me fascine, Hippogriffe est son nom. |

Jorge Luis Borges explique la rareté de cette créature par le fait que les griffons considèrent généralement les chevaux comme une proie. 
Divers univers de fantasy comptent l'hippogriffe dans leur bestiaire, c'est le cas du cycle de Xanth.

### Univers deHarry Potter

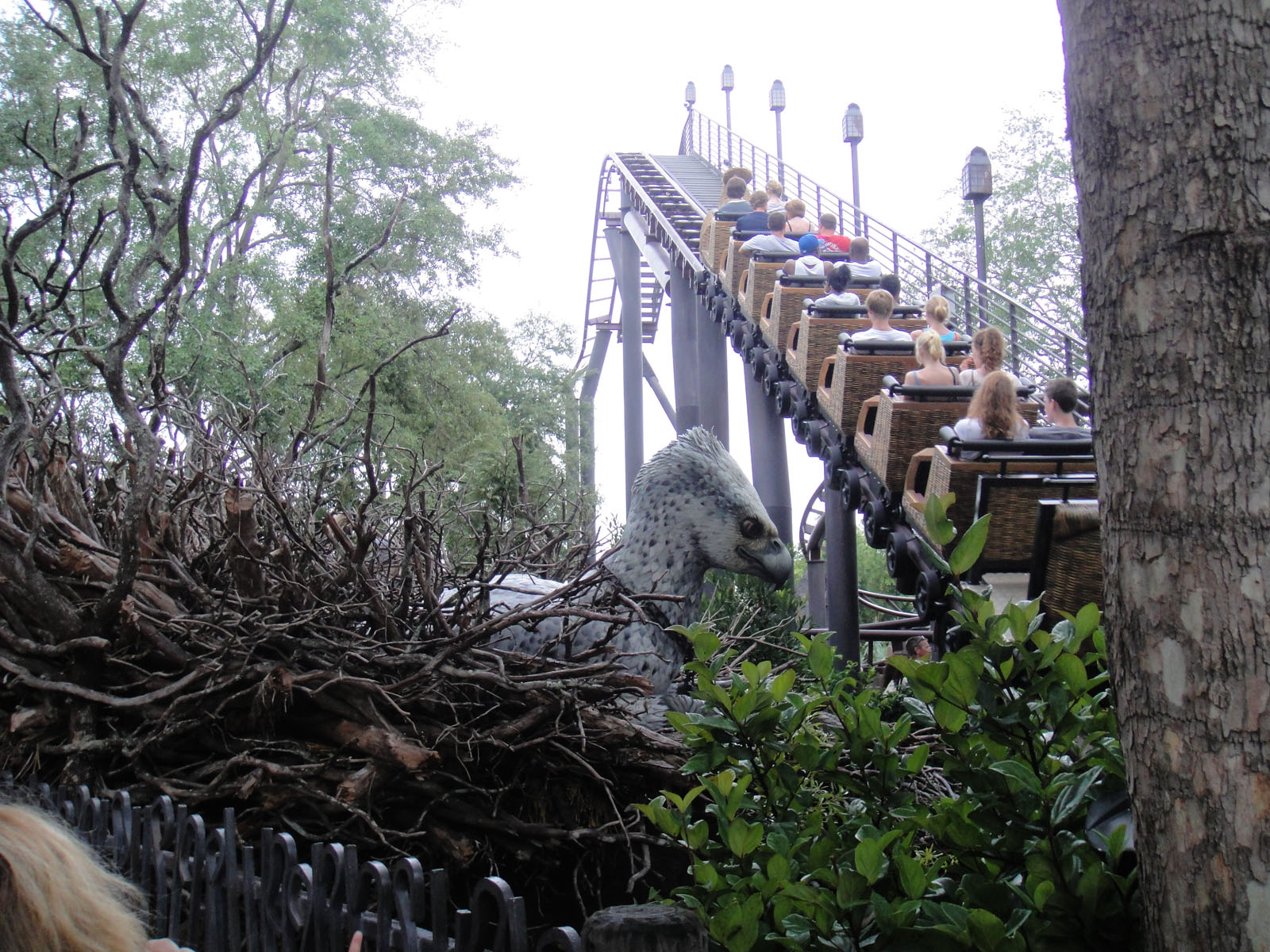
L'attraction Flight of the Hippogriff au Wizarding World of Harry Potter, où l'on aperçoit une représentation de Buck.

Comme dans les textes plus anciens, les hippogriffes issus des romans de la saga Harry Potter de J. K. Rowling sont des créatures volantes dont la tête, le torse, les ailes et les pattes avant sont celles d'un aigle et dont le corps (y compris les pattes postérieures et la queue) est celui d'un cheval. Leurs yeux sont de couleur orange mais la robe peut avoir plusieurs nuances, comme le noir, vert-bronze, marron-rouge, gris-bleu et blanc rosé, en plus des couleurs des chevaux normaux. L'envergure des ailes d'un adulte est environ de quatre mètres. Ces créatures sont carnivores et extrêmement dangereuses tant qu'elles ne sont pas dressées, cette étape ne devant être prise en charge que par des sorciers ou sorcières qualifiés. Animaux très intelligents, les hippogriffes comprennent en partie le langage humain et possèdent un sens aigu de la politesse. C'est ainsi que Buck, l'hippogriffe le plus célèbre de la saga, blesse Drago Malefoy après avoir compris que ce dernier l'a insulté dans le roman Harry Potter et le Prisonnier d'Azkaban. Les hippogriffes sont considérés comme des créatures magiques « légales » dans le monde des sorciers.
Buck a été modélisé en images de synthèse à partir du film Harry Potter et le Prisonnier d'Azkaban. Il apparaît dans plusieurs suites cinématographiques de la saga. Dans sa version originale, le film Harry Potter et la Coupe de feu contient une chanson de Jarvis Cocker intitulée Do the Hippogriff.
Un certain nombre d'admirateurs de la saga Harry Potter pensent que J. K. Rowling a inventé les hippogriffes, un infographiste ayant modélisé Buck (avec Alfonso Cuarón) montre d'ailleurs J. K. Rowling dans une interview réalisée pour le bonus du DVD du film Harry Potter et le Prisonnier d'Azkaban en disant « N’oubliez pas qui l’a inventé ! Et la voilà ». J. K. Rowling a répondu « ne pas avoir inventé la créature puisque celle-ci existe dans la mythologie ».

### Jeux

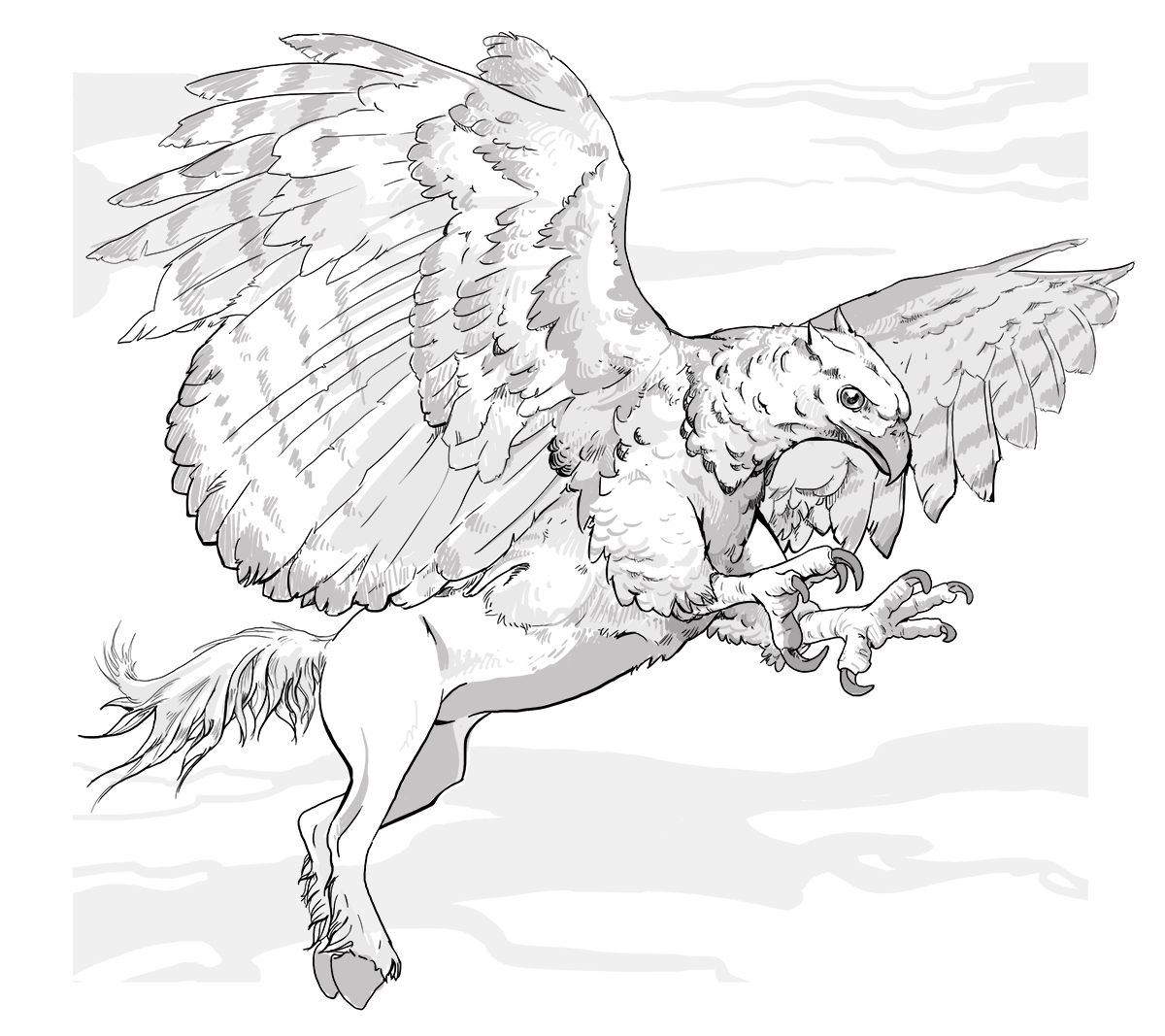
Représentation commune d'un hippogriffe dans la fantasy et les jeux de rôle.

L'hippogriffe fait partie du bestiaire de nombreux jeux de rôle et jeux vidéo. Sur Super Nintendo, le jeu Demon's Crest présente « Hippogriff » comme un miniboss ailé parmi les plus faciles à vaincre. Dans l'extension Chains of Promathia du MMORPG Final Fantasy XI, les hippogriffes peuvent être croisés et combattus dans plusieurs zones du jeu. Dans Final Fantasy XIV, ces créatures forment une famille comprenant, par exemple, l'hippocerf. Dans Castlevania: Symphony of the Night sur la PlayStation de Sony, un hippogriffe apparaît comme boss. Dans Suikoden II, les hippogriffes apparaissent parfois comme des ennemis dans des combats aléatoires vers la zone de Rockaxe Castle. Dans le MMORPG Flyff, les hippogriffes augmentent la défense du personnage[style à revoir].

#### Donjons et Dragons
L'hippogriffe est une grande créature volante du jeu de rôle Donjons et Dragons, de type bête, semblable à sa figure légendaire. Particulièrement agressif, il est omnivore, d’une grande voracité et n’hésite pas à s’en prendre à tous les humanoïdes pour se nourrir. Il mesure habituellement 2,70 mètres de long, pour une envergure de 6 mètres et un poids d'environ 500 kg,. Il chasse en fondant sur sa proie avant de la lacérer avec ses serres, ou à coups de bec et de pattes. Lorsque plusieurs hippogriffes attaquent, ils plongent les uns après les autres sur les intrus pour ne pas leur laisser de répit. Ils combattent ainsi jusqu’à la mort pour défendre leur nid et leurs petits, très recherchés dans de nombreuses régions car ils font d'excellentes montures une fois dressés. Un hippogriffe doit en effet être dressé avant d’accepter un cavalier, cela prend 6 semaines environ. Il faut posséder une selle spéciale pour monter une telle créature. Dans la campagne Eberron, l'hippogriffe est l'animal héraldique de la Dragonmarked House Vadalis.

#### Warhammer
Les hippogriffes de l'univers de warhammer sont issus d'une évolution naturelle ou d'expériences de croisements génétiques menées par des sorciers ou des mages. Ils ont la tête d'un grand oiseau de proie, pattes antérieur d'un lion ou autres grand félin et les pattes postérieures ainsi que la queue d'un cheval. Il est couvert de plumes à l'avant et de poils à l'arrière. Son plumage et son pelage sont généralement de couleur fauve ou beige et il présente la particularité d'être attiré par tout ce qui brille : l'or, l'argent, les pierres précieuses et les bijoux. Cette créature sert aussi de monture aux armées de Bretonnie.

#### Warcraft
Dans l'univers de Warcraft, les hippogriffes apparaissent dès le jeu PC Warcraft III où ils sont une unité de combat des elfes de la nuit. Dans le MMORPG World of Warcraft, ils sont, contrairement à la description originale, décrits comme un mélange de cerf et de corbeau. Ils ont prêté allégeance aux elfes de la nuit en l'honneur de Cénarius et patrouillent dans les cieux du Nord de Kalimdor, où ils servent aussi de montures volantes. Ils y sont représentés de couleur bleu-vert avec des bois de cerf sur la tête, cette apparence se rapprochant bien plus de celle du péryton que de celle de l'hippogriffe.